# Carlos Rocabado
Carlos Rocabado (Santa Cruz de la Sierra, Bolivia; 15 de diciembre de 1989). Se destacó por ser el conductor del programa Factor X de formato internacional para televisión, que se difundia por Red Uno. Es, además, fundador y director de OGA Network, empresa dedicada a la comercialización de bienes raíces

## Biografía
Carlos Rocabado nació el 15 de diciembre de 1989 en la ciudad de Santa Cruz de la Sierra. Es hijo de padre boliviano (Carlos Rocabado) y madre Boliviana (Grisel Quiroga). Carlos es el tercero de 4 hijos del matrimonio: Carolina, Bernardo y Christian.
Sus primeros 10 años de estudio los realizó en el colegio Gabriel Taborín de la ciudad de Córdoba, Argentina.
En 1991 se trasladó a vivir a Santa Cruz de la Sierra, Bolivia, donde cursó sus estudios secundarios en el colegio Británico. Seis meses después de haber llegado a esta ciudad, siendo el muy pequeño, fallece su padre en un accidente automovilístico.
En 1994, su madre contrajo nupcias con César Scotta y, junto a ellos, completó y desarrolló una sólida familia.
Está casado con Ericka Landívar y tiene dos hijos: Santino y Martina.

### Vida empresarial
En 2003 inició su experiencia laboral vendiendo libros para la distribuidora Centro Cultural Boliviano.
En otras empresas comercializó diferentes productos como suplementos alimenticios, bicicletas, DV.
Posteriormente, incursionó en el negocio de importación de ropa.

### Los negocios, la actuación, radio y televisión
Paralelamente a su labor comercial, y como una característica que lo acompaña hasta hoy, inició su carrera en el mundo de las cámaras actuando en diferentes spot’s publicitarios, de los cuales la productora era su propia madre.
Fue ahí donde descubrió su talento como actor que le permitió luego desarrollar sus potencialidades en diferentes áreas de la comunicación social.
A fines de 1998 obtuvo un papel secundario en la película Dependencia Sexual y, al año siguiente, empezó a trabajar profesionalmente como actor en la compañía Chaplin Show, participando además como fundador y productor del proyecto de la Sub-20 de Chaplin Show.
La experiencia adquirida le va abriendo una serie de opciones profesionales que más tarde sabe emplear para organizar y dirigir sus propios emprendimientos. De esa manera, lanza al aire su programa radial para jóvenes llamado Vitamica C por Fama FM y luego, incursiona en la televisión conduciendo un programa denominado Punto Joven.
Al año siguiente de iniciar sus estudios de Ingeniería Comercial en la universidad Unikuljis, fue contratado como gerente comercial de chocolates Garoto en Bolivia.
El 2002, para el mismo grupo asume la gerencia comercial para las marcas Ripensa, Lagos del Sur, Kanty, Perfety, y otras marcas locales.

### Red PAT (2003) (2010-2012)
El 2003, creó un programa infantil para TV llamado Animanía para la red PAT, que sería además, conducido por él mismo.
En el 2010  inició labores en la casa televisiva PAT, conduciendo y produciendo el programa, "Canta para ser una estrella 3". Reality emitido de lunes a viernes y con galas los días domingos.
En el 2011 formó parte del primetime de los días domingos con el formato internacional "Singing Bee" llamado "Que siga la letra", también emitido por la red PAT."

### Unitel (2005-2009)
Con el respaldo de la audiencia y de los propietarios del canal de TV, el 2005 creó para la red Unitel el programa infantil llamado ChicoStation, del cual se convertiría también en su conductor y productor.
Siguiendo con trabajo en la pantalla chica, el 2012 fundó la empresa productora "Niño Fresa" Entertainment & Films junto a su socio Pablo Fernández.

### Red Uno (2013-2021)
En el 2013 la Red Uno contrata a Carlos Rocabado como presentador del programa "Bigote" emitido de lunes a viernes, compartiendo set con Carlos Marquina y Lucila Quiroga.
En el 2015 Carlos inaugura el formato internacional Juga2 de la Televisión Nacional de Chile TVN, bajo el mismo nombre en la región boliviana.
El mismo año se inaugura como presentador principal del formato mexicano de Televisa, "Bailando por un Sueño", bajo el nombre "Bailando por un Sueño, Bolivia" Formato que se emitió de lunes a viernes desde 2015 hasta 2017, interrumpiéndose en una sola temporada de 6 meses con el formato "Cantando por un Sueño, Bolivia" a mediados del 2016.
Finalmente en marzo del 2018 comenzó la conducción del formato internacional "Factor X" bajo el nombre "Factor X, Bolivia" de lunes a viernes de 21 a 22.30 por la Red Uno de Bolivia.
Tras varios rumores sobre su renuncia, esta es presentada formalmente el 8 de enero de 2021 en su programa Moco TV junto con su amigo Carlos Marquina, con quién desiste de participar más en Red Uno. [cita requerida]

### Fundador y director de Oga Network
Carlos Rocabado es el fundador joven que maneja todas las herramientas de un empresario moderno para aportar al desarrollo de la sociedad. Con esa visión y misión humanista funda, el 2018, la empresa comercializadora de bienes inmuebles denominada OGA Network, riqueza total, que entre sus características propone el desarrollo económico y el bienestar material de sus afiliados, en atención al justo equilibrio con el bienestar social y la felicidad espiritual compartida entre los seres de su entorno.

### Fundador y socio de Bien Inmuebles
En abril del 2021, Carlos Rocabado junto a Bernardo Rocabado y Jeremías Castro forman la inmobiliaria BIEN INMUEBLES, con el fin de darle valor y herramientas a agentes inmobiliarios en ejercer de forma correcta dicha profesión.

## Cine y televisión
| Año       | Título                      | Papel                                        | Canal/Tipo          |
| --------- | --------------------------- | -------------------------------------------- | ------------------- |
| 1998      | Dependencia Sexual          | Cameo                                        | Película para cine. |
| ?         | Vitamina C                  | Presentador                                  | Fama FM             |
| 2000      | Punto Joven                 | Presentador                                  | Red Uno             |
| 2003      | Animanía                    | Presentador                                  | PAT                 |
| 2005-2009 | Chicostation                | Presentador Productor                        | Red Unitel          |
| 2010      | Canta para ser una estrella | Presentador                                  | PAT                 |
| 2011      | Que siga la letra           | Presentador                                  | PAT                 |
| 2013-2021 | Bigote                      | Presentador                                  | Red Uno             |
| 2015      | Juga2                       | Presentador                                  | Red Uno             |
| 2015-2017 | Bailando por un sueño       | Presentador                                  | Red Uno             |
| 2016      | Cantando por un sueño       | Presentador                                  | Red Uno             |
| 2018-2020 | Factor X                    | Presentador                                  | Red Uno             |
| 2020      | Neo, 15 años                | Productor (Niño Fresa Entertainment & Films) | Red Uno, ATB y PAT  |
| 2020      | Moco TV                     | Productor                                    | Redifusión web      |